# Powódź w Tbilisi (2015)

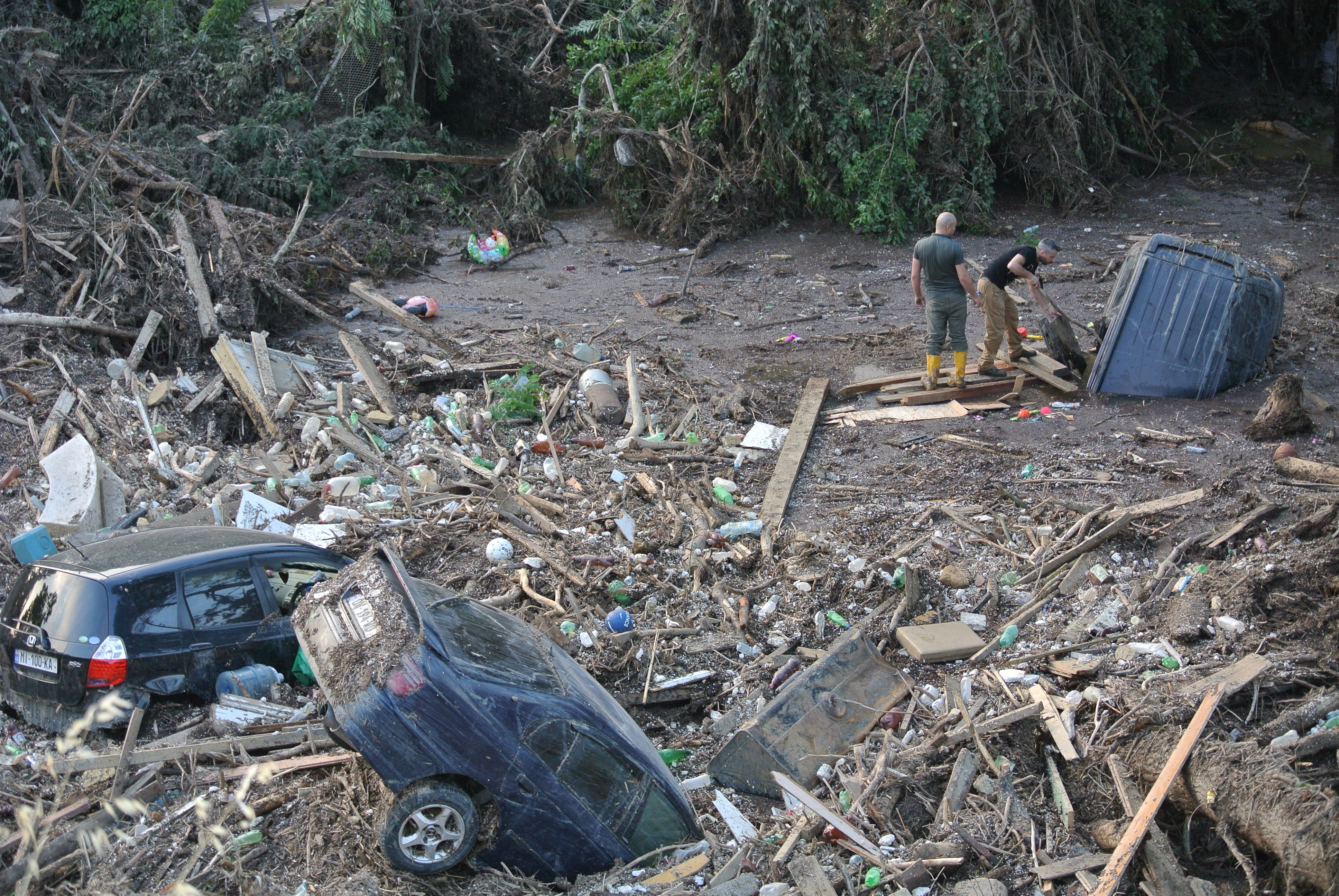
Rzeka Wera po powodzi

Powódź w Tbilisi w 2015 roku – powódź błyskawiczna, która w nocy z 13 czerwca na 14 czerwca 2015 roku nawiedziła Tbilisi. W jej wyniku śmierć poniosło 19 osób. Dach nad głową straciło ok. 40 rodzin, a pozbawionych elektryczności zostało ok. 22 000 ludzi, zniszczone zostało Zoo w Tbilisi, woda zabiła lub rozproszyła około połowy zwierząt. Rząd oszacował straty materialne na 40 do 100 mln Lari.

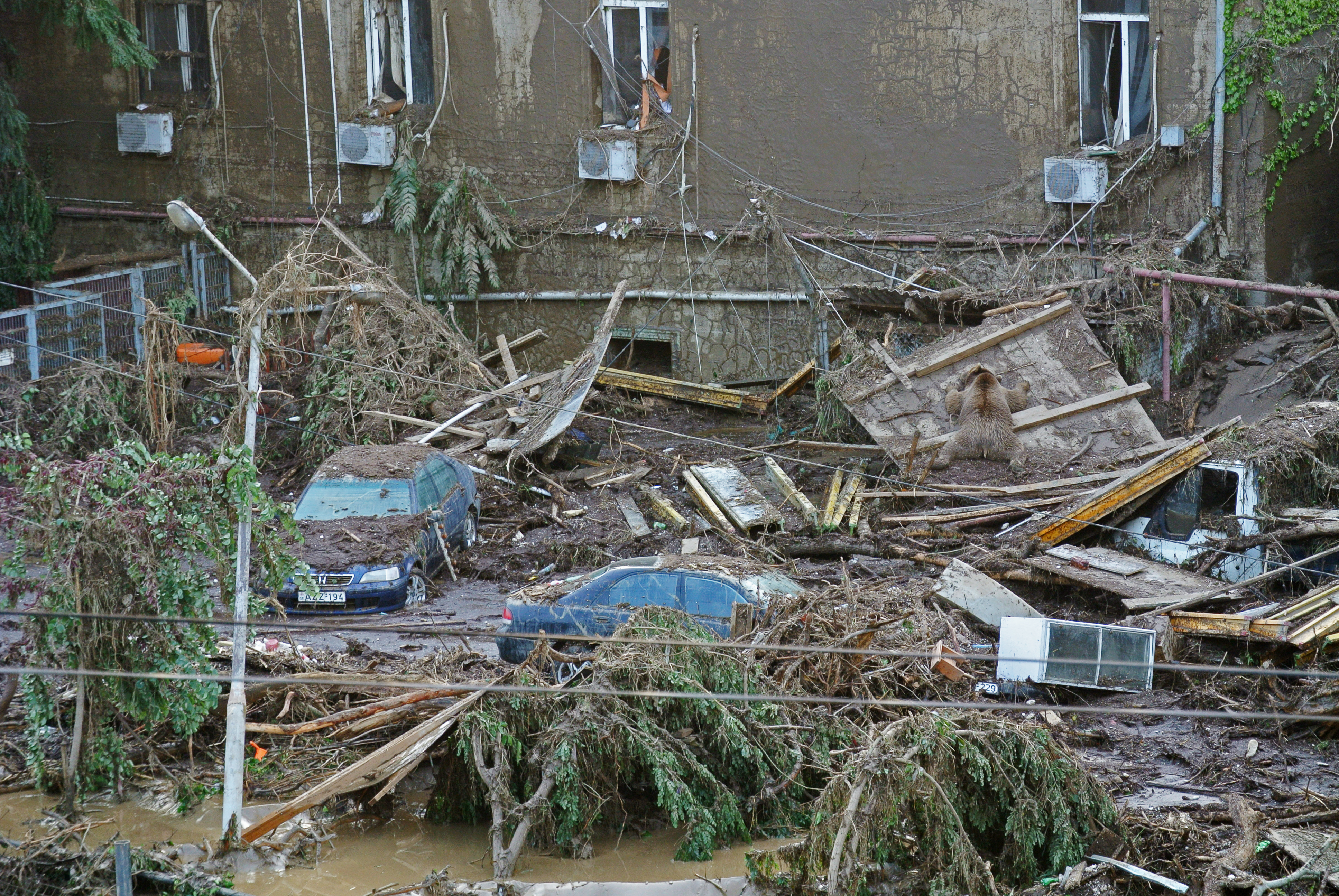
Jedna z ulic miasta

## Przyczyny i przebieg
Wera jest prawym dopływem rzeki Mtkwari (Kury), przebiega przez dzielnice Wake i Saburtalo. W przeszłości błyskawicznie występowała z brzegów w latach 1960, 1963, 1972 i 1995. Powódź 1972 roku spowodowała wiele ofiar i zdewastowała tbiliskie zoo. W 2015 roku po intensywnych opadach osunęła się ziemia i błoto (o objętości ok. 1 1 miliona m³) pod wioską Achaldaba, ok. 20 km na południowy zachód od Tbilisi, co spowodowało gwałtowną powódź, która spowodowała przynajmniej 19 ofiar śmiertelnych w Tbilisi (w tym troje pracowników zoo), raniąc ok. 36 osób i zdewastowała tutejszy ogród zoologiczny, uwalniając dzikie zwierzęta tam przebywające. Zoo straciło prawie połowę mieszkańców, większość z tych zwierząt utonęła. Niektóre zdołały się uwolnić, m.in. hipopotam, lwy, tygrysy, wilki, niedźwiedzie i hieny, i następnie błąkały się po ulicach miasta. Niektóre udało się złapać i sprowadzić z powrotem do zoo, inne zostały zastrzelone przez policję. Światowe media obiegły zdjęcia hipopotama, prowadzonego głównymi ulicami miasta do swojego wybiegu przez mieszkańców. 17 czerwca biały tygrys śmiertelnie ranił mężczyznę, po czym został zastrzelony przez policję. Pingwin przylądkowy został znaleziony na granicy z Azerbejdżanem po przepłynięciu ok. 60 km rzeką.

## Akcja ratownicza

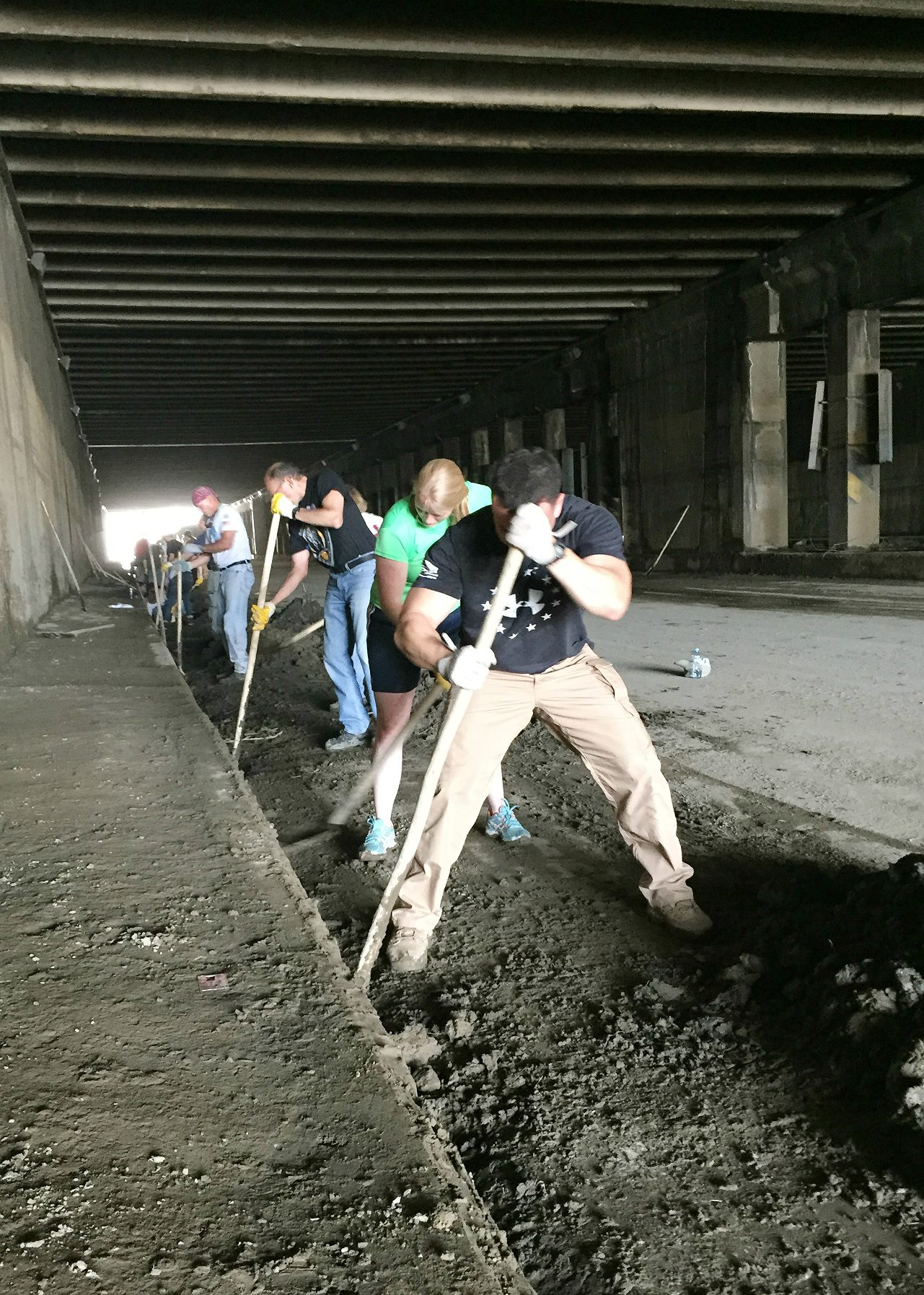
Pracownicy ambasady USA wraz z ochotnikami w czasie prac porządkowych

### Lokalna
W akcji ratunkowej udział wzięły policja i służby ratunkowe oraz oddziały wojska wspierane przez licznych ochotników. 15 czerwca został ogłoszony dniem żałoby narodowej w Gruzji. Prezydent Gruzji Giorgi Margwelaszwili uruchomił specjalny fundusz pomocy dla ofiar powodzi. Patriarcha Eliasz II stwierdził natomiast, że jest to kara boża za to, że reżim komunistyczny wybudował zoo za pieniądze uzyskane ze zniszczenia cerkwi i przetopienia dzwonów.

### Międzynarodowa
Agencja uchodźców ONZ, UNHCR zmobilizowała swoje lokalne biuro do niesienia natychmiastowej pomocy, pomoc uruchomiły też rządy Łotwy, Armenii, Azerbejdżanu, Turcji, Ukrainy, Litwy oraz Stanów Zjednoczonych i Rosji.
Zoo w Pradze wraz z innymi czeskimi ogrodami zoologicznego wysłało zespół specjalistów, także Izrael wysłał ekipę weterynarzy. Litewskie miasto Szawle zorganizowało koncert charytatywny dla ofiar powodzi. Polski biznesmen Mariusz Artur Napora zorganizował aukcję charytatywną.

## Galeria

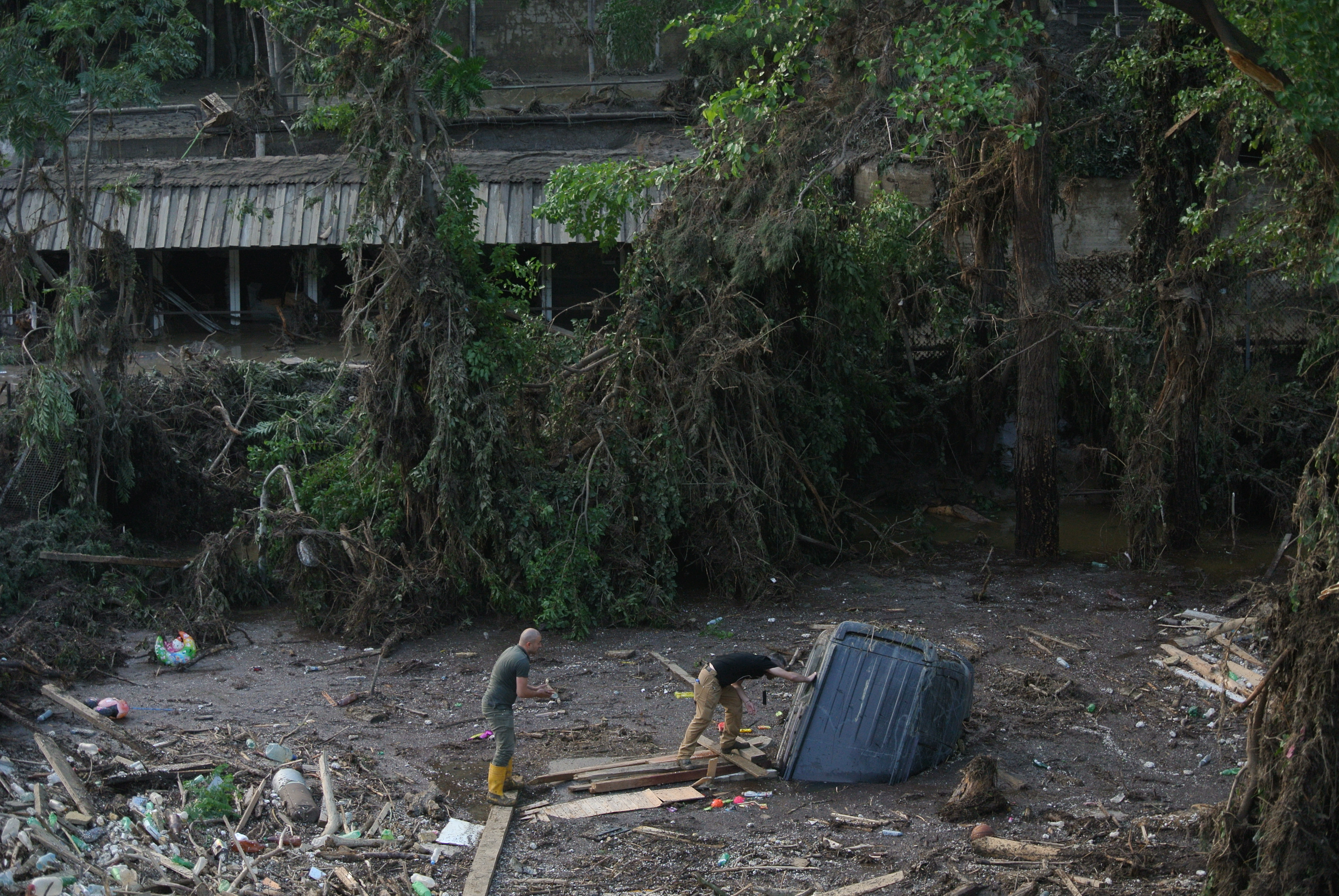
Zoo w Tbilisi
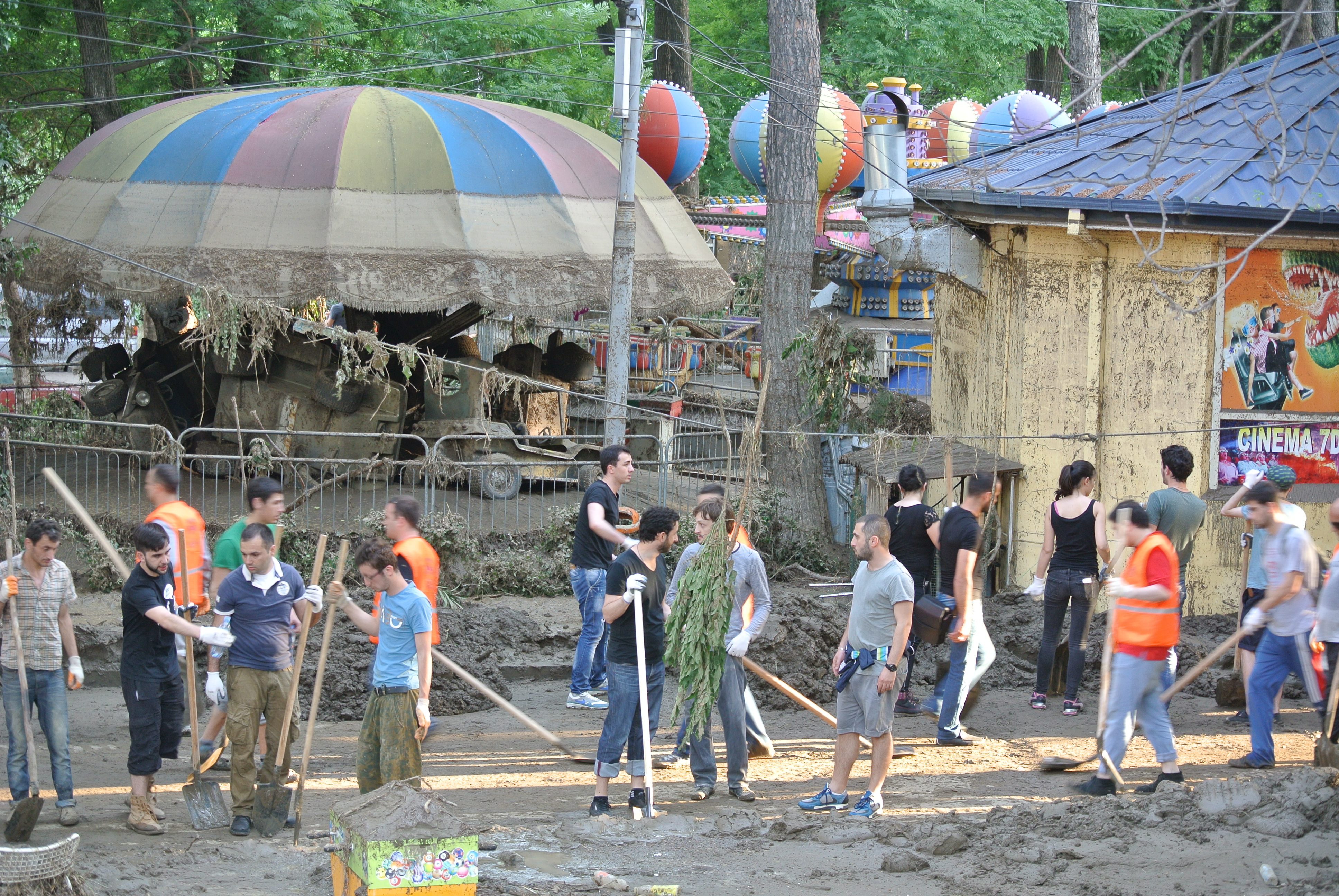
Zoo w Tbilisi
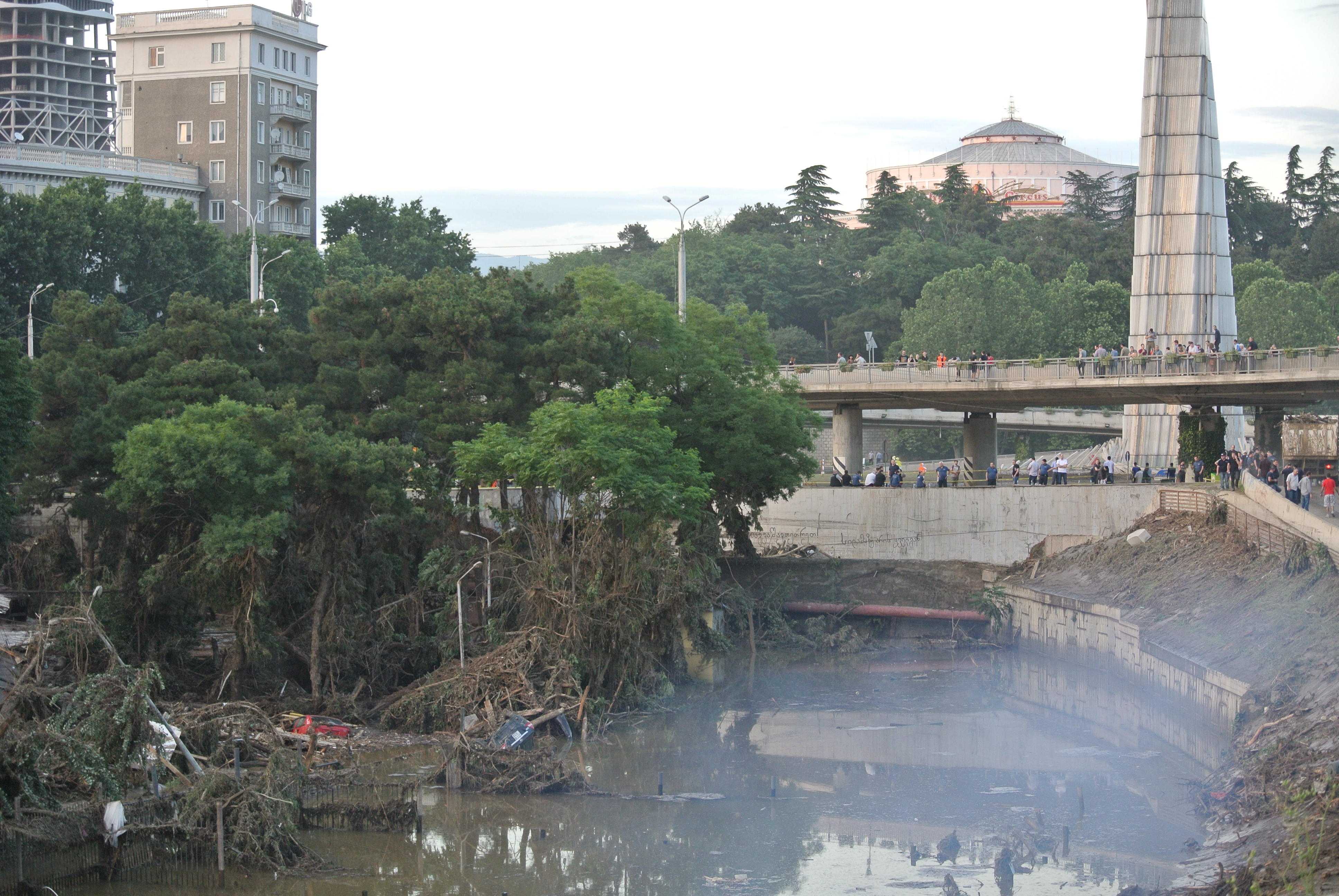
Wera po powodzi
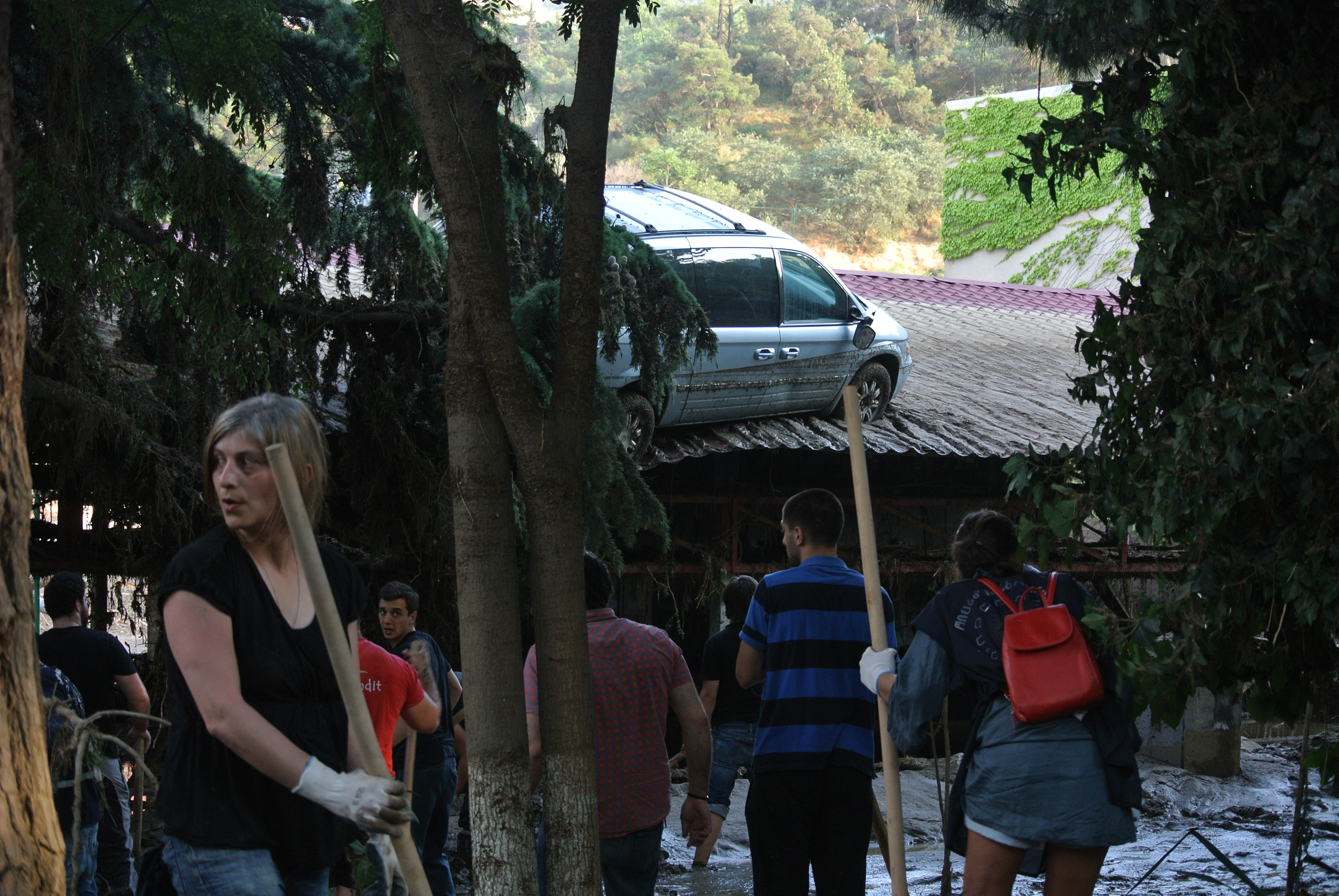
Zoo w Tbilisi